# Comuna Mejîrici, Pavlohrad
Mejîrici (în ucraineană Межиріч) este o comună în raionul Pavlohrad, regiunea Dnipropetrovsk, Ucraina, formată din satele Cervona Nîva, Domaha, Kotoveț, Mejîrici (reședința) și Ojenkivka.

## Demografie
Componența lingvistică a satului Mejîrici
     Ucraineană (94,17%)
     Rusă (5,46%)
     Alte limbi (0,08%)
Conform recensământului din 2001, majoritatea populației satului Mejîrici era vorbitoare de ucraineană (94,17%), existând în minoritate și vorbitori de rusă (5,46%).